# 气球 (2019年电影)
《气球》，万玛才旦执导和编剧，改编自万玛才旦的同名小说，索朗旺姆、金巴、杨秀措主演的剧情片，2019年8月30日在第76屆威尼斯影展全球首映。2020年11月20日在中国大陆上映。

## 剧情
《气球》发生于1990年代的西藏自治区。牧民的妻子卓嘎再度怀孕，肚子里的孩子被认为是刚去世爷爷的转世。这个意外来到的孩子到底“生还是不生”，成为围绕家庭的难题。

## 演出
| 演员     | 角色 | 备注 |
| 金巴     | 达杰 |      |
| 索朗旺姆 | 卓嘎 |      |
| 杨秀措   | 卓玛 |      |

## 上映
2019年8月15日，《气球》的预告片在中国大陆发布。2019年8月30日，该片在威尼斯电影节上映。2020年11月20日在中国大陆上映。

## 奖项
| 日期 | 奖项                             | 类别             | 被提名者 | 结果 | 备注  |
| ---- | -------------------------------- | ---------------- | -------- | ---- | ----- |
| 2019 | 第76届威尼斯电影节               | 地平线单元奖     | 《气球》 | 提名 |       |
| 2019 | 第44届多伦多电影节               | 当代世界电影单元 | 《气球》 | 提名 |       |
| 2019 | 第24届釜山国际电影节             | 亚洲之窗单元     | 《气球》 | 提名 |       |
| 2019 | 第20届东京新作家主义影展         | 竞赛单元         | 《气球》 | 獲獎 |       |
| 2019 | 亚太电影节                       | 最佳影片         | 《气球》 | 提名 |       |
| 2019 | 第55届芝加哥国际电影节           | 最佳编剧         | 《气球》 | 獲獎 |       |
| 2019 | 第2届海南岛国际电影节            | 金椰奖最佳影片   | 《气球》 | 獲獎 | [ 4 ] |
| 2020 | 《青年电影手册》华语十佳颁奖典礼 | 华语十佳电影     | 《气球》 | 獲獎 | [ 5 ] |

## 外部连接
- 豆瓣电影上《气球》的資料 （简体中文）
- 时光网上《气球》的資料（简体中文）
- 互联网电影数据库（IMDb）上《气球》的资料（英文）